# 特殊警備隊
特殊警備隊（とくしゅけいびたい，SST），是日本海上保安厅的反恐部队，前身为关西国际机场海洋警衛，而後經過重組後變成現在的雛形。作为日本海警体系唯一一支快反战术单位，其任务是針对任何在日本海域發生的恐怖襲擊或劫持事件作出快速應對，制止海上犯罪、反劫船、反恐/打击间谍船舶、拆弹、在管区特别警备队（海上防暴警察）的协助下镇压船舶暴动、应对核/生化危机等等。
目前特殊警備隊的基地位於神戶第5管区下的大阪海上保安总部特别安全站下设7个战术支队，由于能登半島沿海不明船事件及奄美大島海戰，每个支队都配备有朝鲜语专家。

## 歷史
SST前身是关西国际机场海洋警衛及钚输送船警乘队，曾接受欧美教官训练，当時有外国教官发现这些抽调来的保安官射击技术很差。1996年5月，海警队和警乘队合并为SST。
911事件之后，SST在美国海军航母出入驻日军港时随船警备。2017年7月，一名SST队员在训练中因为中暑而死亡。
SST的空勤支援单位是关西机场海上保安航空基地，配备两艘巡逻艇、SAAB-340B巡逻机/EC225LP型直升机。

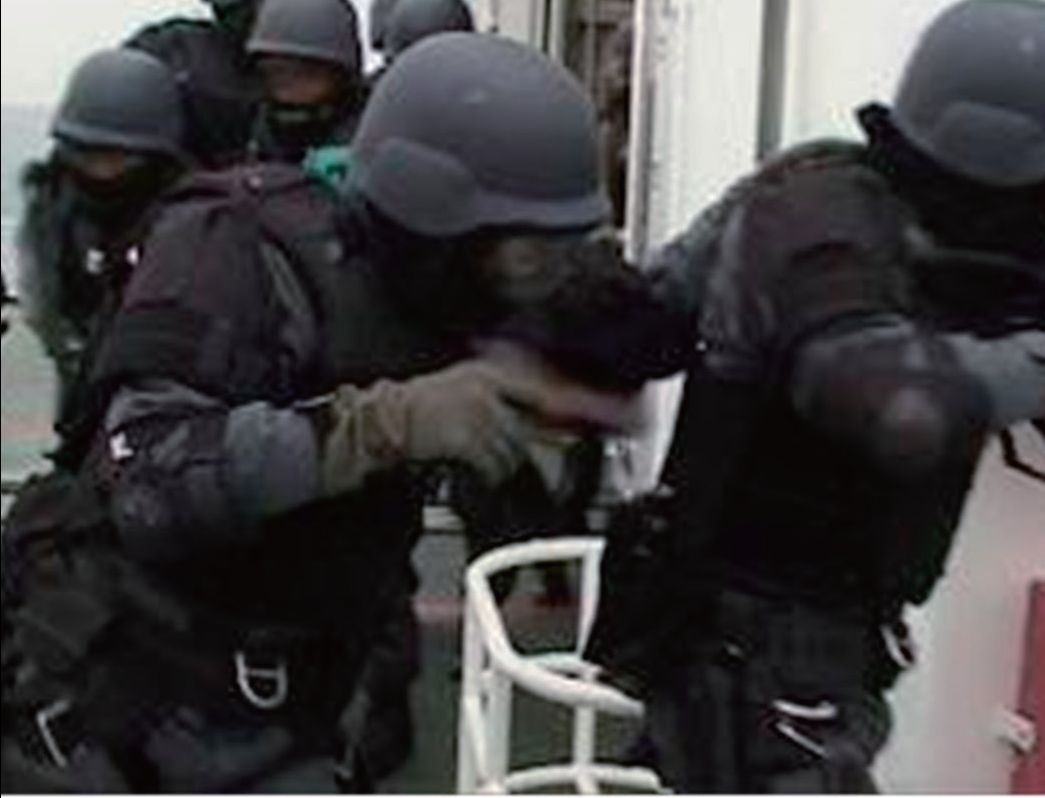
SST幹員進行訓練

## 已知裝備

### 個人武器

#### 突擊步槍
| 武器名稱 | 原產地 | 備註 |
| -------- | ------ | ---- |
| 豐和89式 | 日本   | -    |

#### 衝鋒槍
| 武器名稱   | 原產地 | 備註    |
| ---------- | ------ | ------- |
| HK MP5系列 | 德国   | A5及SD6 |

#### 狙擊步槍
| 武器名稱           | 原產地 | 備註     |
| ------------------ | ------ | -------- |
| 豐和M1500          | 日本   | -        |
| 麥克米蘭反器材步槍 | 美国   | 型號不明 |

#### 手槍
| 武器名稱       | 原產地 | 備註   |
| -------------- | ------ | ------ |
| 史密斯威森M19  | 美国   | 已退役 |
| SIG Sauer P226 | 德国   | -      |
| SIG Sauer P228 | 德国   | -      |

### 個人裝備
- 黑色工作服
- 戰術頭盔
  -  Pro-Tec ACE
  -  ACH
- 抗噪耳機
- 攜板背心
- 夜視儀
- 無線電
- 非致命手榴彈